# عصر طلایی فرهنگ یهودی در اسپانیا

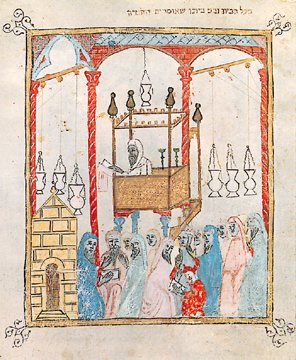
مینیاتور تمام صفحه از خواهر هاگادا، بارسلونا، اسپانیا 1350

عصر طلایی فرهنگ یهودی در اسپانیا مصادف با قرون وسطی بود، دوره‌ای که مسلمانان بر سرتاسر بیشتر شبه‌جزیره ایبری حکمرانی می‌کردند. حین دوره‌های زمانی متناوب، یهودیان عموماً در جامعه پذیرفته شده بودند و حیات دینی، فرهنگی و اقتصادی یهودیان شکوفا شد.
ماهیت و طول این «عصر طلایی» موضوع مباحثات بسیار بوده است، چنان‌که دوره‌های سرکوب یهودیان و غیریهودیان در حداقل سه عصر طلایی دیگر وقفه ایجاد کرده بود. تعداد اندکی از دانشوران آغاز عصر طلایی را ۷۱۱–۷۱۸، فتح اندلس می‌دانند. دیگران تاریخ آن را از سال ۹۱۲ در دوره عبدالرحمن سوم می‌دانند. پایان این دوره سال ۱۰۳۱، به هنگام پایان خلافت خلافت قرطبه، ۱۰۶۶، به هنگام کشتار گرانادا، هنگام اشغال مرابطان، یا میانهٔ قرن دوازدهم، که موحدون اشغال شد دانسته شده است.